# کاستلفرانکو این میسکانو
کاستلفرانکو این میسکانو (به ایتالیایی: Castelfranco in Miscano) یک کومونه در ایتالیا می باشد که در استان بنونتو واقع شده‌است.

## خصوصیات
کاستلفرانکو این میسکانو ۴۳٫۱ کیلومترمربع مساحت و ۹۶۵ نفر جمعیت دارد و ۷۶۰ متر بالاتر از سطح دریا واقع شده‌است.